# Tierra de Ávila

Comunidades de Villa y Tierra.

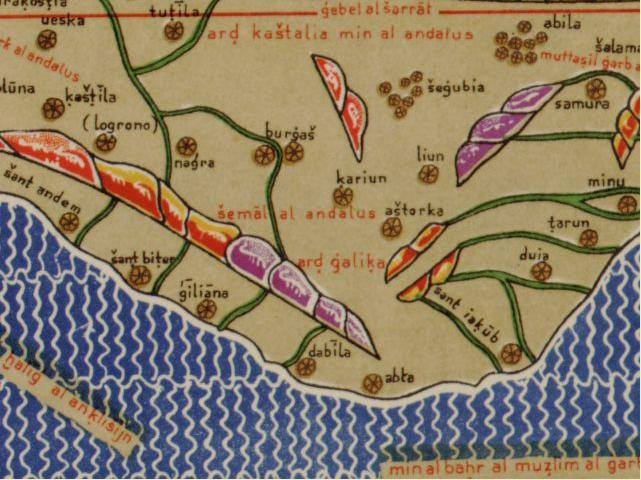
Mapa de Al-Idrisi, de 1154, donde aparece Ávila como un conjunto de aldeas. El mapa está orientado al revés. El sur arriba y el norte abajo

La Tierra de Ávila hace referencia al concejo medieval de la ciudad de Ávila, cuya repoblación se inició bajo la dirección del conde Raimundo de Borgoña, en 1088.

## Historia
El concejo o tierra de Ávila será una de las mayores comunidades de Villa y Tierra de la Extremadura castellana; al norte limitaba con la de Arévalo; al este, con la de Segovia, y al oeste con las tierras leonesas de Salamanca y Alba. Hacia el sur tenía frontera que sólo se cerraría cuando alcanzara a contactar con los concejos que se fueran organizando en el recién incorporado reino de Toledo; esos concejos, de este a oeste, serán El Alamín, Escalona y Talavera, al occidente de ese concejo, Ávila seguirá con frontera abierta hacia el territorio musulmán de Trujillo.
En el siglo XII los límites septentrionales del concejo de Ávila eran razonablemente estables, pero los situados al Sur del Sistema Central eran indeterminados. En 1181 Alfonso VIII estableció unos límites específicos al concejo, que incumplían el tratado de Medina, al incluir a Coria, al otro lado de la Calzada de la plata, frontera tradicional entre el ámbito leonés y castellano al sur del Sistema Central. Se incluían terrenos al este de la confluencia de los ríos Árrago y Alagón y el Gata (ribera de Gata) y al norte del Tajo, excepto el ámbito de Talavera y Escalona, e incluso se llegaban a adentrar al sur del Tajo. Poco duró esta división, ya que con la fundación de Plasencia en 1186 y la concesión de territorio a la misma en 1189, hizo que el concejo sufriera una severa pérdida de territorio en la trasierra, limitándose los territorios al sur del sistema central al valle del Tiétar y el Campo Arañuelo.
Además de la ya mencionada segregación de Plasencia, del amplísimo territorio concejil, de cerca de 15 000 km², se comenzaron a segregar en el siglo XIII diversas porciones; por ejemplo, la de Béjar hacia 1205-1209, otros territorios al sur del sistema Central o Valdecorneja (hacia 1254). Tras las segregaciones del siglo XIII mantuvo sin embargo territorios al sur del Sistema Central durante cierto tiempo entre los que se incluían las comarcas del valle del Tiétar y del Campo Arañuelo.
Desde finales del siglo XIII y durante los siglos XIV y XV las comarcas meridionales del Valle del Tiétar y el Campo Arañuelo sufrieron un proceso de «señorialización», independizándose de la Tierra abulense diversas villas en forma de señoríos personales.
A finales de la Baja Edad Media la Tierra de Ávila se dividía en 7 sexmos: Covaleda, San Juan, San Pedro, Santiago, Santo Tomé, San Vicente y Serrezuela.